# Vårluthätta
Vårluthätta (Mycena silvae-nigrae) är en svampart som beskrevs av Maas Geest. & Schwöbel 1987. Enligt Catalogue of Life ingår Vårluthätta i släktet Mycena,  och familjen Mycenaceae, men enligt Dyntaxa är tillhörigheten istället släktet Mycena,  och familjen Favolaschiaceae. Arten är reproducerande i Sverige. Inga underarter finns listade i Catalogue of Life.